# Liste der schwedischen Abgeordneten zum EU-Parlament (1999–2004)
Die Liste der schwedischen Abgeordneten zum EU-Parlament (1999–2004) listet alle schwedischen Mitglieder des 5. Europäischen Parlaments nach der Europawahl in Schweden 1999.

## Mandatsstärke der Parteien
- GUE/NGL: 3
- SPE: 6
- G/EFA: 2
- ELDR: 4
- EVP-ED: 7

| Nationale Partei                              | Mandate | Fraktion                                                                                      |
| --------------------------------------------- | ------- | --------------------------------------------------------------------------------------------- |
| Moderata samlingspartiet (M)                  | 5       | Fraktion der Europäischen Volkspartei und europäischer Demokraten (EVP-ED)                    |
| Kristdemokraterna (KD)                        | 2       | Fraktion der Europäischen Volkspartei und europäischer Demokraten (EVP-ED)                    |
| Sveriges socialdemokratiska arbetareparti (S) | 6       | Fraktion der Sozialdemokratischen Partei Europas (SPE)                                        |
| Folkpartiet liberalerna (FL)                  | 3       | Fraktion der Europäischen Liberalen, Demokratischen und Reformpartei (ELDR)                   |
| Centerpartiet (C)                             | 1       | Fraktion der Europäischen Liberalen, Demokratischen und Reformpartei (ELDR)                   |
| Vänsterpartiet (V)                            | 3       | Konföderale Fraktion der Vereinten Europäischen Linken/ 000Nordischen Grünen Linken (GUE/NGL) |
| Miljöpartiet de gröna (MP)                    | 2       | Die Grünen/Europäische Freie Allianz (G/EFA)                                                  |
| Gesamt                                        | 22      |                                                                                               |

## Abgeordnete
| Bild | Name                      | von            | bis            | Partei | Fraktion | Anmerkungen                              |
| ---- | ------------------------- | -------------- | -------------- | ------ | -------- | ---------------------------------------- |
|      | Jan Andersson             | 20. Juli 1999  | 19. Juli 2004  | S      | SPE      |                                          |
|      | Per-Arne Arvidsson        | 20. Juli 1999  | 19. Juli 2004  | M      | EVP-ED   |                                          |
|      | Staffan Burenstam Linder  | 20. Juli 1999  | 15. April 2000 | M      | EVP-ED   | Nachrücker: Lisbeth Grönfeldt Bergman    |
|      | Gunilla Carlsson          | 20. Juli 1999  | 30. Sep. 2002  | M      | EVP-ED   | Nachrücker: Peder Wachtmeister           |
|      | Charlotte Cederschiöld    | 20. Juli 1999  | 19. Juli 2004  | M      | EVP-ED   |                                          |
|      | Marianne Eriksson         | 20. Juli 1999  | 19. Juli 2004  | V      | GUE/NGL  |                                          |
|      | Göran Färm                | 20. Juli 1999  | 19. Juli 2004  | S      | SPE      |                                          |
|      | Per Gahrton               | 20. Juli 1999  | 19. Juli 2004  | MP     | G/EFA    |                                          |
|      | Lisbeth Grönfeldt Bergman | 16. April 2000 | 19. Juli 2004  | M      | EVP-ED   | Nachgerückt für Staffan Burenstam Linder |
|      | Ewa Hedkvist Petersen     | 20. Juli 1999  | 19. Juli 2004  | S      | SPE      |                                          |
|      | Anneli Hulthén            | 20. Juli 1999  | 31. Jan. 2003  | S      | SPE      | Nachrückerin: Yvonne Sandberg-Fries      |
|      | Hans Karlsson             | 1. Aug. 2000   | 19. Juli 2004  | S      | SPE      | Nachgerückt für Pierre Schori            |
|      | Cecilia Malmström         | 20. Juli 1999  | 19. Juli 2004  | FL     | ELDR     |                                          |
|      | Karl Erik Olsson          | 20. Juli 1999  | 19. Juli 2004  | C      | ELDR     |                                          |
|      | Marit Paulsen             | 20. Juli 1999  | 19. Juli 2004  | FL     | ELDR     |                                          |
|      | Lennart Sacrédeus         | 20. Juli 1999  | 19. Juli 2004  | KD     | EVP-ED   |                                          |
|      | Yvonne Sandberg-Fries     | 1. Feb. 2003   | 19. Juli 2004  | S      | SPE      | Nachgerückt für Anneli Hulthén           |
|      | Herman Schmid             | 20. Juli 1999  | 19. Juli 2004  | V      | GUE/NGL  |                                          |
|      | Olle Schmidt              | 20. Juli 1999  | 19. Juli 2004  | FL     | ELDR     |                                          |
|      | Inger Schörling           | 20. Juli 1999  | 19. Juli 2004  | MP     | G/EFA    |                                          |
|      | Pierre Schori             | 20. Juli 1999  | 30. Sep. 2000  | S      | SPE      | Nachrücker: Hans Karlsson                |
|      | Jonas Sjöstedt            | 20. Juli 1999  | 19. Juli 2004  | V      | GUE/NGL  |                                          |
|      | Per Stenmarck             | 20. Juli 1999  | 19. Juli 2004  | M      | EVP-ED   |                                          |
|      | Maj Britt Theorin         | 20. Juli 1999  | 19. Juli 2004  | S      | SPE      |                                          |
|      | Peder Wachtmeister        | 23. Okt. 2002  | 19. Juli 2004  | M      | EVP-ED   | Nachgerückt für Gunilla Carlsson         |
|      | Anders Wijkman            | 20. Juli 1999  | 19. Juli 2004  | KD     | EVP-ED   |                                          |